# Antonae dilatatus
Antonae dilatatus är en insektsart som beskrevs av Richter. Antonae dilatatus ingår i släktet Antonae och familjen hornstritar. Inga underarter finns listade i Catalogue of Life.